# Józef Sarata
Józef Sarata es un deportista polaco que compitió en piragüismo en la modalidad de eslalon. Ganó una medalla de plata en el Campeonato Mundial de Piragüismo en Eslalon de 1963, en la prueba de F1 por equipos.

## Palmarés internacional
| Campeonato Mundial | Campeonato Mundial | Campeonato Mundial | Campeonato Mundial |
| Año                | Lugar              | Medalla            | Competición        |
| ------------------ | ------------------ | ------------------ | ------------------ |
| 1963               | Spittal (Austria)  | Medalla de plata   | F1 por equipos     |